# Faktor 4
Faktor 4 je srpski naučnofantastični strip, koga izdaje preduzeće Luxor Co. od 2006. godine. Scenario je pisao Milan Konjević, crtači su bili Mirko Čolak, Antoan Simić i Borivoje Grbić, a kolorista Ivan Šainović. Naslovnu stranu je radio Aleksa Gajić, koji je kreirao i grafički izgled likova. Izlazi u formatu A4 i uvek je u boji. Prva sveska stripa ima 32 strane, ali od sledeće je taj broj ustaljen na 22 i epizode su u nastavcima. Ceo projekat, u cilju promovisanja tzv. „devete umetnosti“ među mladima podržalo je Ministarstvo kulture i informisanja Republike Srbije.

## Priča
Priča je smeštena u 2080. godinu u mirnu budućnost jer je zlo pobeđeno udruživanjem svih naroda i svih heroja sveta. Četvoro tinejdžera, iz različitih delova sveta, dobijaju poziv na sedmodnevni izlet u vili Dereka Dorsa, jednog od najbogatijih ljudi na planeti. Ono što ne znaju jeste da je njihov domaćin zapravo Gamen, besmrtni vanzemaljac koji je na Zemlju došao pre 100 miliona godina. Umesto da se provedu na izletu, četvoro tinejdžera dospevaju na čudna mesta i stiču natprirodne moći. Njihove sudbine određuje staro kosmičko proročanstvo o četiri ratnika koji će zaustaviti kraj svemira. Do juče srednjoškolci, likovi ovog stripa moraju da odrastu uz povremene napade svakakvih vanzemaljskih i ovozemaljskih protivnika. Sukobljavaju se sa tajanstvenom organizacijom koja sebe naziva „Uprava“ i upoznavaju robote po imenu Adam i Eva koji se pridružuju junacima.

## Likovi
- Gamen, vanzemaljac, besmrtni ratnik koji je na Zemlji poznat pod imenom Derek Dors, jedan od najbogatijih ljudi na svetu.
- Marko Mećava iz Balkan-polisa, zaljubljenik u muziku i gitaru. Njegov element je vazduh.
- Ema Stoun iz Ist Koust-polisa, koja obožava sportove, posebno borilačke veštine. Njen element je vatra.
- Aleks Tempo iz Kalifornija-polisa, nezainteresovan za većinu stvari osim za hranu i video-igre. Njegov element je zemlja.
- Tina Tomas iz London-polisa, čije su interesovanje prirodne nauke, posebno genetika i fizika. Njen element je voda.
- Omar el Sajam je kućepazitelj i telohranitelj Dereka Dorsa.

## Kritike
Na sajtu udruženja za promociju i produkciju stripova strip je dobio i pozitivne i negativne kritike. Okarakterisan je kao apsurdan, jer povezuje nespojivo; Srbiju i super-heroje. Međutim, uspeh stripa se objašnjava time da u vreme „stripovske nemaštine“, fanovi čitaju bilo šta jer je ponuda mala. Dizajn je okarakterisan kao previše šaren, a anatomija likova na pojedinim crtežima „problematična“. Međutim, sam crtež i radnja su okarakterisani kao dovoljno dobri i komercijalni da bi imali prođu kod čitalaca, naročito mlađe generacije koja će verovatno želeti da se identifikuje sa likovima. Takođe, postoje asocijacije na poznata dela iz sveta filma i stripa, kao što su „Osmi putnik“ i „Runaways“, autora Brajana Kej Vona.

## Spoljašnje veze
- Animirana serija - klub putnika